# Budevska (krater)
Budevska är en nedslagskrater med en diameter på 18 kilometer, på planeten Venus. Budevska har fått sitt namn efter den bulgariska skådespelerskan Adriana Budevska.